# José Antonio Mayobre
José Antonio Mayobre Cova (Cumaná, 21 d'agost de 1913 - Washington, DC, 15 d'agost de 1980) va ser un economista i diplomàtic veneçolà que va exercir alts càrrecs tant en la política del seu país com a nivell internacional, així com en la gerència de diverses institucions públiques i privades. Va ser autor de diversos estudis i assajos sobre economia i ciències socials en l'àmbit veneçolà, llatinoamericà i mundial. Va ocupar els despatxos d'Hisenda i de Mines i Hidrocarburs i va ser professor de la facultat de Ciències Econòmiques de la Universitat Central de Veneçuela. Va ser a més secretari executiu de la CEPAL entre 1963 i 1966.

## Biografia
Fill de Ramón Mayobre i Eva Cova, va fer els seus estudis de batxillerat a la ciutat de Caracas. A l'edat de 18 anys, el 1931, va participar en la fundació del Partit Comunista de Veneçuela, llavors proscrit, per la qual cosa és fet primer presoner i després enviat a l'exili, a França i la Unió Soviètica fins a 1935, quan mor el dictador Juan Vicente Gómez. Torna de manera clandestina al seu país el 1936 i es reincorpora a la lluita política fins a febrer de 1939, quan és capturat de nou, fins a juliol d'aquest any. En sortir en llibertat comença els seus estudis universitaris, rebent el títol de doctor en ciències econòmiques i socials a la Universitat Central de Veneçuela el 1944 i el de doctor en lleis a l'any següent, a la mateixa casa d'estudis.
Va completar els seus estudis de postgrau a la London School of Economics i el 1946 torna al seu país per treballar com a Director del Departament de Recerques Econòmiques del Banc Central de Veneçuela i després com a director del mateix institut, mentre es va dedicar a la docència en la càtedra d'anàlisi econòmica en la seva alma mater. El 1947 va ser nomenat Governador suplent del Fons Monetari Internacional en representació de Veneçuela i a l'any següent va ser designat Director General del Banco Agrícola y Pecuario. El 1949 va ser Gerent General de les empreses sucreres Industrias Azucareras i Central Matilde, a Caracas.
Arran del magnicidi de Carlos Delgado Chalbaud, el 13 de novembre de 1950, s'exilia novament, ingressant a l'Organització de les Nacions Unides (ONU) el 1951 com a Director de la Subseu de la CEPAL en Mèxic. Després va ser Representant de la Junta d'Assistència Tècnica de l'ONU a Amèrica Central per tornar a la CEPAL el 1954, a càrrec de la Divisió de Desenvolupament Econòmic fins a 1958. Amb motiu del restabliment de la democràcia al gener d'aquest any, va tornar a Veneçuela per dirigir la Corporació Veneçolana de Comerç. Al maig de 1958 va ser nomenat Ministre d'Hisenda de la Junta de Govern presidida per Wolfgang Larrazábal, càrrec al com va renunciar el 1960 durant el govern de Rómulo Betancourt que ho havia ratificat en el gabinet de coalició. Entre desembre de 1960 i desembre de 1962, Mayobre va exercir com a Ambaixador Plenipotenciari de Veneçuela als Estats Units i representant permanent de Veneçuela davant l'Organització d'Estats Americans, a Washington DC, on paral·lelament va treballar com a Director Executiu del Fons Monetari Internacional.
Al maig de 1962, U Thant, Secretari General de l'ONU, va designar Mayobre com a Subsecretari de les Nacions Unides per al Desenvolupament Industrial. En la celebració del X Període de Sessions de la CEPAL a Mar del Plata, Argentina, va ser designat en el càrrec de la Secretaria Executiva de la CEPAL, substituint Raúl Prebisch. El 1965 representa al secretari general de l'Organització de l'ONU com a mitjancer durant la crisi de la República Dominicana. Al no aconseguir conciliar les parts en conflicte el 28 d'abril, els Estats Units van intervenir el país activant la Operació Power Pack (1965-1966).
El 1966 de retorn a Veneçuela, el president Raúl Leoni el nomena Ministre de Mines i Hidrocarburs. També fou encarregat interinament del Ministeri d'Hisenda. President de la Conferència de l'Organització de Països Exportadors de Petroli (1967).
Va ser assessor del Consell Executiu de la Universitat Metropolitana i del Consell Superior de la Universitat Simón Bolívar, ambdues a la ciutat de Caracas. El 1975 va ser membre del Consell Nacional d'Energia.

## Obres
- Hacia la integración acelerada de América Latina: Proposiciones a los presidentes latinoamericanos (Fondo de Cultura Económica de la CEPAL, 1965)
- Las inversiones extranjeras en Venezuela: estudio (Monte Avila Editores - Caracas, 1970)
- Información, dependencia y desarrollo: La prensa y el Nuevo Orden Económico Internacional (Monte Avila Editores - Caracas, 1978)